# Glasnevin Cemetery
Cmentarz Glasnevin (ang. Glasnevin Cemetery, znany również jako Prospect Cemetery, irl. Reilig Ghlas Naíon) – główny cmentarz katolicki w Dublinie, stolicy Irlandii. 
Usytuowany w dzielnicy Glasnevin, od której wziął nazwę. Otwarty w 1832 roku z inicjatywy Daniela O'Connell. Od początku istnienia jego powierzchnia zwiększyła się z 9 do ponad 120 akrów. Miejsce pochówku ponad miliona osób, w tym wielu znanych irlandzkich postaci m.in. Charles Stewart Parnell, Daniel O’Connell oraz Constance Markiewicz.